# Celso da Silva
 Celso da Silva (Londrina, 19 de setembro de 1970) é um ex-voleibolista indoor brasileiro, que atuou na posição de Central, com marca de alcance de 337 cm de alcance no ataque e 327 cm no bloqueio, atuou em clubes nacionais, pela Seleção Brasileira foi convocado para Liga Mundial de 1996.Em clubes conquistou a medalha de prata no Campeonato Sul-Americano de Clubes de 1991 no Brasil  e foi medalhista de ouro na edição ocorrida na Argentina no ano de 1997; também foi semifinalista na edição do Campeonato Mundial de Clubes de 1991 sediado no Brasil.

## Carreira
Iniciou  sua trajetória de atleta no Canadá Country Club, este clube de sua terra natal, extinto recentemente, permanecendo de 1985 a 1987.No ano de 1986 foi convocado para Seleção Paranaense e disputou o Campeonato Brasileiro de Seleções neste ano, encerrando em segundo lugar, na categoria infanto-juvenil.
Transferiu-se em 1987 para o clube catarinense da  SER Sadia/Concórdia  onde jogou até 1990.Conquistou o vice-campeonato na Copa Brasil de 1987, esta realizada em Londrina-PR; no mesmo ano sagrou-se campeão dos Jogos Abertos de Santa  Catarina e alcançou o bronze na edição do Campeonato Brasileiro de 1987.Finalizou outra vez com o bronze na primeira edição da Liga Nacional 1988-89.Na temporada seguinte continuou atuando pela Sadia e sagrou-se bicampeão dos Jasc em 1989  e encerrou na quarta colocação na Liga Nacional 1989-90.
Foi contratado pela Frangosul/RS na temporada 1990-91   cujo treinador foi Cilon Renato Orth, conquistou o  título do Campeonato Gaúcho,  o vice-campeonato da Liga Nacional, competição equivalente na época a Superliga Brasileira A e alcançou a medalha de prata no Campeonato Sul-Americano de Clubes de 1991 em Ribeirão Preto, Brasil e obteve a quarta colocação no Campeonato Mundial de Clubes neste mesmo ano, disputado nas cidades de São Paulo e Porto Alegre.
Na segunda jornada consecutiva pela Frangosul conquistou o bicampeonato no Campeonato Gaúcho de 1991 e foi semifinalista na Liga Nacional 1991-92, finalizando bronze. Permaneceu no mesmo clube que fez parceria com a Sociedade Ginástica Novo Hamburgo, resultando na alcunha Frangosul/Ginástica e conquistou o tricampeonato no Campeonato Gaúcho de 1992 e obteve o quarto lugar na Liga Nacional 1992-93.
Renovou com s Frangosul/Ginástica para disputar as competições do período 1993-94 e conquista o tetra no Campeonato Gaúcho de 1993 e na última edição da Liga Nacional, ocorrida nesta temporada, alcançou o quarto lugar novamente.
Na temporada 1994-95 permanece no elenco da Frangosul/Ginástica , foi  novamente campeão do Campeonato Gaúcho em 1994 e disputou a primeira edição da Superliga Brasileira A, na qual conquistou o inédito título nacional para o clube para sua carreira.
Em sua última temporada pela Frangosul/Ginástica disputou as competições esportivas de  1995-96 obteve o hexa no Campeonato Gaúcho de 1995  e alcançou o bronze na edição da correspondente Superliga Brasileira A.
Em 1996 o técnico José Roberto Guimarães o convoca para disputar a edição da Liga Mundial, cuja fase final foi em Roterdã, na Holanda, mas a equipe brasileira não avançou as finais, encerrando na quinta colocação e ele vestia a camisa#13.
Transferiu-se para o Olympikus/Telesp na jornada esportiva 1996-97, conquistando o título do Campeonato Paulista de 1996, disputou a Superliga Brasileira A 1996-97 e encerrou com o bronze. Por este clube disputou a edição do Campeonato Sul-Americano de Clubes de 1997, sediado em Buenos Aires, ocasião que sagrou-se medalhista de ouro.
Foi contratado pela  Ulbra/Diadora,  sagrando-se heptacampeão do Campeonato Gaúcho em 1997 e conquistou seu bicampeonato  nacional na Superliga Brasileira A 1997-98.
Em 1998 foi contratado pelo clube paranaense do Telepar/Maringá,  e o representou na Superliga Brasileira  A 1998-99 terminando na sétima posição.
Nas competições de 1999-00 assinou  contrato com a  Ulbra/Compaq , alcançando seu oitavo título do Campeonato Gaúcho  em 1999 e disputou a correspondente  Superliga Brasileira A, cujo técnico era Jorge Schmidt finalizando com a quarta colocação.
Na jornada seguinte foi atleta do  Bunge/Barão , sagrando-se campeão da Copa do Brasil de 2000, e terminou na décima colocação na Superliga Brasileira A 2000-01.
Na temporada seguinte é contratado pelo  Ecus/Suzano obtendo o bronze no Campeonato Paulista de 2001"/>, e neste mesmo ano foi vice-campeão dos Jogos Abertos do Interior  e ouro nos Jogos Regionais, além do título do Grand Prix, mas pela Superliga Brasileira A terminou na sétima colocação.

## Títulos e resultados
- Campeonato Mundial de Clubes:1991[5]
- Superliga Brasileira A: 1994-95,[9] 1997-98[19]
- Superliga Brasileira A: 1990-91[3]
- Superliga Brasileira A:1987,[2] 1988-89, 1991-92,[6] 1995-96,[6]1996-97[15]
- Superliga Brasileira A:1989-90, 1992-93,[6]1993-94,[6] 1999-00[25]
- Copa Brasil:1987,[2]2000[26]
- Campeonato Paulista:1996[14]
- Campeonato Paulista:2001
- Campeonato Gaúcho:1990,[2]1991,[2]1992,[2]1993,[2]1994,1995, 1997,[2]1999
- Jogos Abertos do Interior de São Paulo: 2001[2]
- Jogos Regionais de São Paulo:2001[2]
- Jasc:1987,[2] 1989[2]
- Campeonato Brasileiro de Seleções Infanto-Juvenil:1986[2]

## Premiações individuais
[carece de fontes?]